# Cynognathus
Cynognathus byl rod savcovitého plaza ze skupiny Cynodontia. Žil v období raného a středního triasu, byl rozšířený téměř po celém světě, jeho fosilie byly objeveny v jižní Africe, Jižní Americe, Číně a na Antarktidě. Rodové jméno Cynognathus pochází z řečtiny a znamená v překladu „psí čelist“.

## Taxonomie
Cynognathus patří mezi terapsidy neboli savcovité plazy. Byl zástupcem řádu Cynodontia, což byli nejbližší příbuzní tzv. pravých savců.

## Popis
Jde o robustně stavěného živočicha, měřícího na délku kolem jednoho metru. Měl velkou hlavu, dlouhou asi třicet centimetrů, široké čelisti s ostrými zuby. Zadní končetiny měl pod tělem jako savci, ale přední měl roztažené jako plaz. Podobné je to u dnešních primitivních savců (například u ptakořitného ptakopyska). Dalšími savčími znaky jsou přítomnost bránice a hmatových vousů.
Odrostlí dospělí jedinci patrně mohli přesáhnout hmotnost 100 kg a ve svých ekosystémech tak představovali relativně velké predátory.